# Chapelle Sainte-Catherine d'Herbais
La chapelle Sainte-Catherine est une chapelle catholique de style gothique (XIIIe siècle) située à Herbais, un hameau de Piétrain, village dépendant de la ville belge de Jodoigne en province du Brabant wallon. 

## Localisation
La chapelle se dresse à l'extrémité du hameau d'Herbais, au sud-est du village de Piétrain, à l'intersection de la rue Sainte-Catherine et de la rue d'Esté, face à la ferme Jonet ou Germeau, ferme en quadrilatère d'origine seigneuriale de la fin du XVIIIe siècle,.

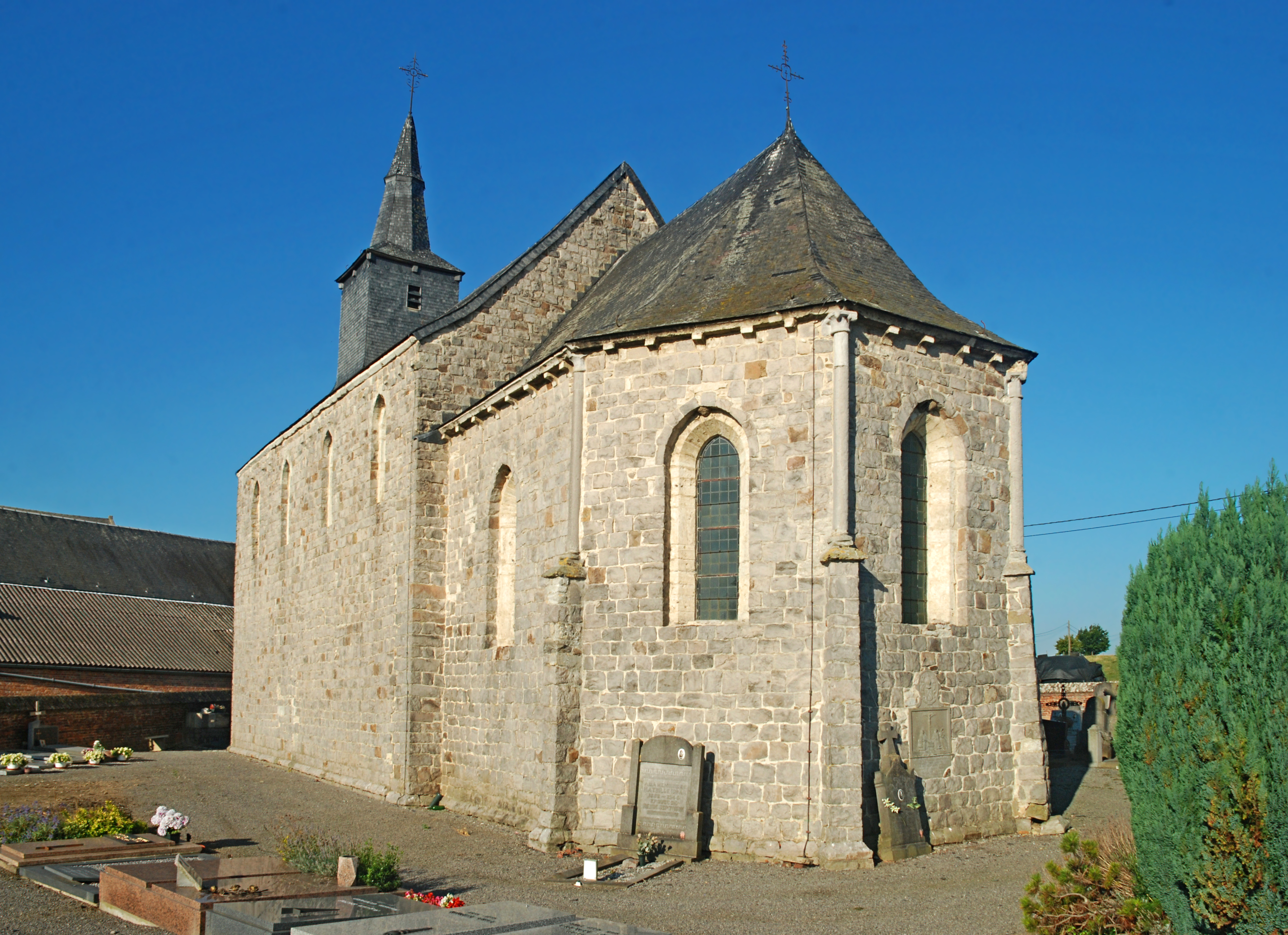
La chapelle vue de l'est.

## Historique
Le hameau d'Herbais formait, avec la chapelle, la ferme Jonet et l'ancien château situé au sud de la chapelle et détruit à la fin du XIXe siècle, une entité seigneuriale aux mains de la famille d'Herbais.
La chapelle Sainte-Catherine est un édifice du début du deuxième tiers du XIIIe siècle, : un prêtre y est mentionné dès 1263.
Selon certains auteurs (Tarlier et Wauters), la chapelle aurait été bâtie sur le modèle de l'église Saint-Médard de Jodoigne. La nef fut considérablement remaniée au XVIIIe siècle : l'ancienne porte, située au nord, fut remplacée par une porte percée dans la façade occidentale et les fenêtres gothiques furent remplacées en 1767 par des fenêtres de style classique.
Une restauration achevée en 1971 a restitué l'état supposé d'origine en recréant les fenêtres en arc brisé (style ogival, dit gothique) d'après des vestiges restés sur le site.

## Classement
La chapelle fait l'objet d'un classement au titre des monuments historiques depuis le 2 décembre 1959. Une restauration lui a rendu en 1971 ses fenêtres gothiques d'origine.

## Architecture

### Architecture extérieure

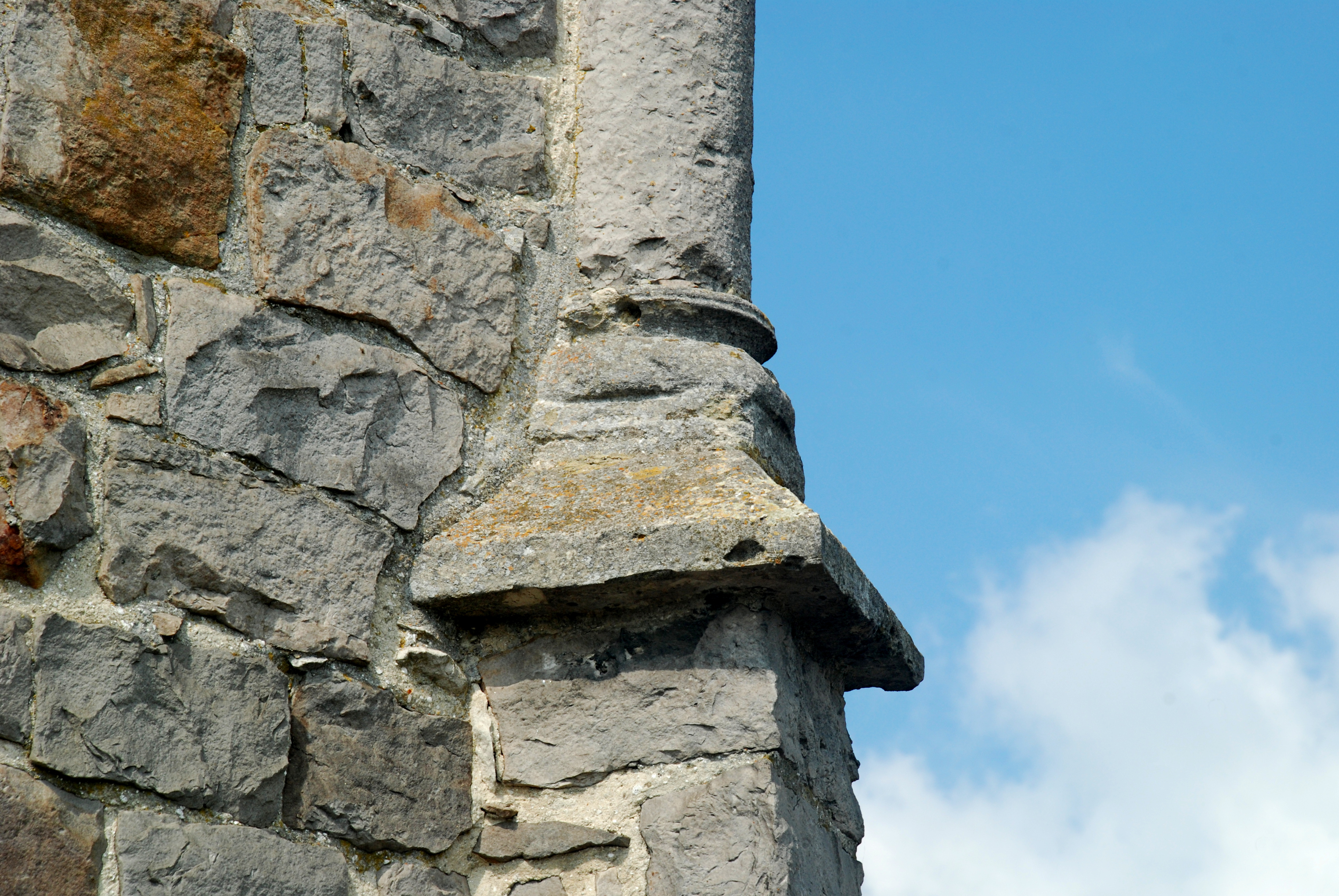
Base de colonnette de l'abside.

#### Plan, orientation et maçonnerie
La chapelle, orientée du nord-est au sud-ouest, est édifiée en moellons de quartzite qui proviennent de l'ancien bois de Marilles et couverte d'ardoises.
Elle présente un plan simple comportant une nef unique de quatre travées, un chœur un peu plus étroit que la nef et une abside à pans.

#### Le chevet
Au nord-est, la chapelle présente un beau chevet gothique composé d'une travée de chœur et d'une abside à trois pans dont les angles sont marqués chacun d'un petit contrefort portant une colonnette à base torique surmontée d'un chapiteau à crochets, dans le genre des contreforts à colonnette que l'on voit au chevet de l'église Saint-Médard de Jodoigne,.
La travée de chœur et l'abside à pans sont percées d'un total de cinq fenêtres ogivales, en lancette.
Le chevet est surmonté d'une corniche supportée par des modillons profilés et par les colonnettes d'angle.
|  |  |  |  |

#### La nef
À l'ouest, la chapelle présente une façade percée d'une porte de style classique à encadrement de pierre bleue mouluré surmontée d'une baie ogivale. La façade, percée dans sa partie haute de deux trous de boulin (trous destinés à ancrer les échafaudages), se termine par un clocheton dont la base carrée couverte d'ardoises est percée sur ses faces antérieure et postérieure d'une minuscule baie campanaire à abat-son et surmontée d'une élégante flèche octogonale.
La nef est percée de part et d'autre de quatre fenêtres ogivales, en lancette, reconstituées lors de la rénovation de 1971 en lieu et place des fenêtres classiques qui avaient remplacé les fenêtres ogivales d'origine en  1767,.
Les façades latérales ont été rehaussées au XVIIIe siècle, deux assises plus haut que les anciens corbeaux que l'on peut encore voir juste au-dessus des lancettes.
La façade nord montre encore les traces de l'ancienne porte, aujourd'hui murée et remplacée au XVIIIe siècle par la porte axiale de style classique qui orne la façade occidentale.
|  |  |  |  |

### Architecture intérieure
Dans le chœur, on peut encore voir des vestiges de la chapelle primitive, notamment des chapiteaux qui, sans doute, supportaient jadis les retombées des voûtes, et deux petits bas-reliefs.

## Patrimoine

### Extérieur

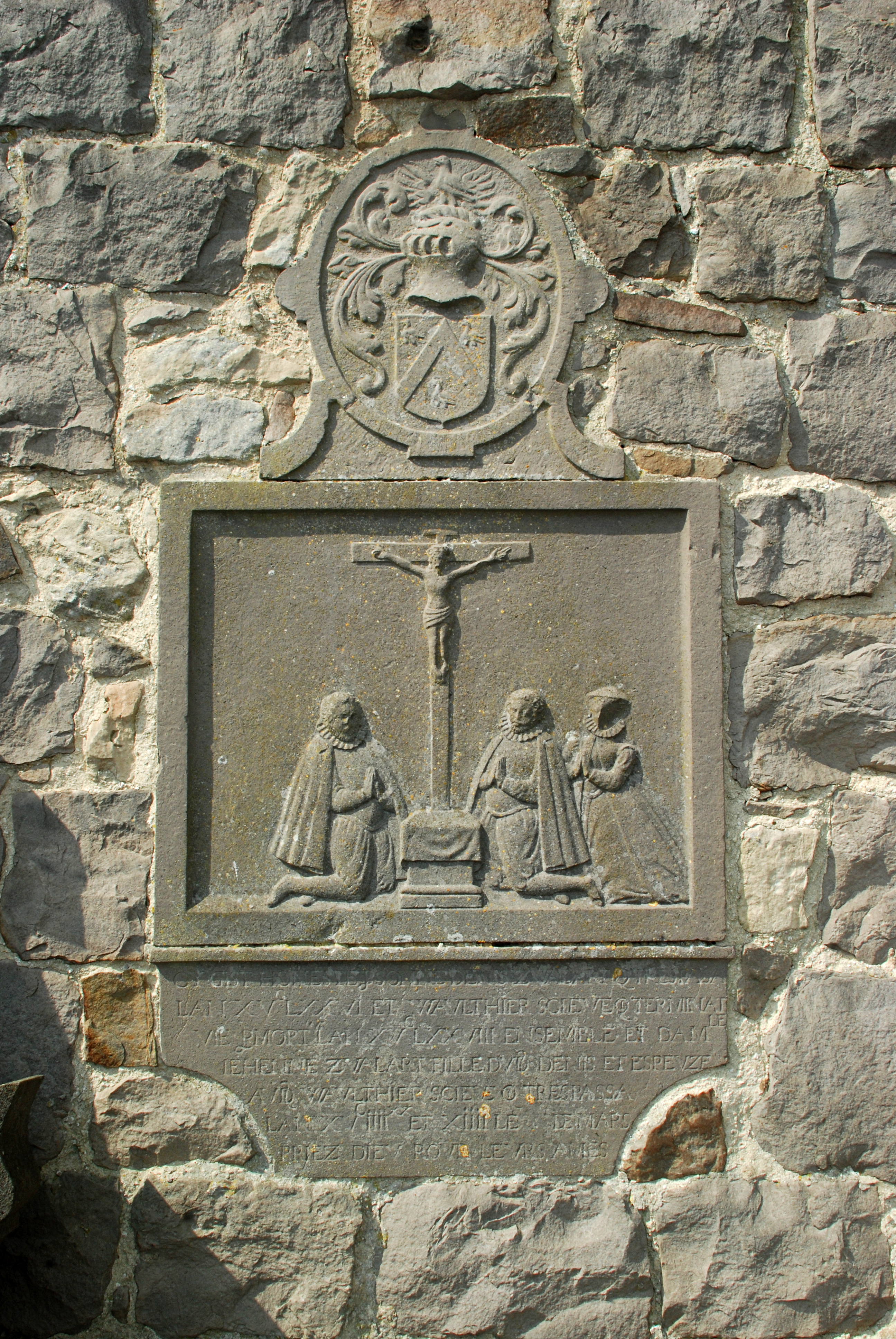

L'abside à trois pans est ornée, sous sa fenêtre axiale, du monument funéraire de Denis Zualart (mort en 1576), Waulthier Scieve (mort en 1578) et de Jehenne (Jeanne) Zualart, fille de Denis et épouse de Waulthier, décédée en 1580.
Le monument consiste en un bas-relief représentant les trois personnages agenouillés au pied de la croix, surmonté d'un blason composé d'un écu, d'un heaume, de lambrequins et d'un cimier, et orné à sa base d'une inscription funéraire :

« cy gist honeste p(er)sonne denis  zualart q. trepassa
 
lan xvclxxvi et waulthier scieve q. terminat

vie p(ar) mort lan xvclxxviii ensemble et dame

iehenne zualart fille dud. denis et espeuze

aud. waulthier scieve q. trespassa

lan xvciiiixx et xiiii le . de mars

priez dieu pour leurs ames »

|  |  |

### Intérieur
La chapelle possédait un magnifique retable datant du début du XVIe siècle, qui est actuellement conservé au musée du Cinquantenaire à Bruxelles.
La restauration de 1970 a permis de mettre au jour deux couches de fresques sur l'arc triomphal, dont un Jugement Dernier des XVIe et XVIIe siècles,.
Devant l'autel latéral de gauche (autel de la Vierge Marie), on peut encore voir une ancienne pierre tombale, datant à peu près de l'époque de la fondation de l'édifice, représentant un homme et une femme ainsi qu'une inscription dont on ne peut plus lire que le fragment "Henemans de He....(Herbais ?)".